# 1979 XB
1979 XB är en asteroid upptäckt den 11 december 1979 av den australiensiske astronomen Kenneth S. Russell vid Siding Spring-observatoriet, .
Asteroiden har bara observerats under en tidsperiod av fyra dygn 1979 varför noggrannheten i banelementen inte är så stor.
Asteroidens omloppsbana ligger bara 3,6 miljoner kilometer från jordens, men så nära kommer den inte särskilt ofta. 
Den kommer att komma nära jorden år 2056 och 2086 men risken för att den kommer att kollidera med jorden är mindre än en på 430 000.
Andra källor berättar att asteroiden kommer att passera bara 6,1 miljoner kilometer från jorden år 2098.